# Parti populaire (Serbie, 2017)
Pour les articles homonymes, voir Parti populaire.
Ne doit pas être confondu avec le Parti populaire actif de 2008 à 2012.
Le Parti populaire (en serbe cyrillique :  Народна странка ; en serbe latin : Narodna stranka abrégé NS ou Narodna) est un parti politique serbe de centre droit.

## Histoire
Après son offre infructueuse pour tenter de remplacer Ban Ki-Moon en tant que Secrétaire général des Nations unies à la fin de 2016, Vuk Jeremić retourne en Serbie, où il bénéficie d'un taux d'approbation relativement élevé par rapport à d'autres politiciens de l'opposition. Il décide de se présenter à la présidence lors de l'élection présidentielle de 2017, refusant l'option de soutenir Saša Janković (en), qui réussit alors à recueillir le soutien d'un certain nombre de partis. Bien que beaucoup pensent que l'opposition a de meilleures chances contre Aleksandar Vučić si elle est unie et considèrent Janković comme la meilleure option pour un candidat unique de l'opposition à la présidence de l'opposition, Jeremić annonce néanmoins sa candidature. Il termine quatrième du scrutin, avec un peu moins de 6 % des voix.
Au lendemain de l'élection, bien que ses résultats soit assez décevants, il annonce qu'il formera un nouveau parti. À la suite de cette décision, il recueille le soutien principalement de la part d'intellectuels conservateurs qui s'opposent au gouvernement de Vučić et qui étaient auparavant liés au DSS (notamment Sanda Rašković Ivić (sr), une ancienne présidente du DSS). Il forme le Parti populaire en octobre 2017. Le Parti populaire a pu renoncer au processus d'inscription habituel pour les nouveaux partis lorsque Miroslav Aleksić (en), député à l'Assemblée nationale, autorise son parti, le mouvement populaire de Serbie (en) à être réenregistré et reconstitué sous le nouveau nom de parti. Des représentants du Parti populaire indiquent que cela supprimait la menace que le nom soit volé pendant le processus d'enregistrement.
En décembre 2017, trois membres du Parti populaire siègent à l'Assemblée nationale, bien qu'ils ne forment pas de groupe parlementaire unifié. Aleksić, qui est choisi comme premier vice-président du Parti populaire lors de son congrès fondateur, siège dans un groupe parlementaire avec le Parti social-démocrate (en) de Boris Tadić depuis 2016 et est le vice-président du groupe. Rašković Ivić, qui est sélectionné comme l'un des cinq vice-présidents à la même convention, est alors le chef du groupe Nouvelle Serbie-Mouvement pour le Salut de la Serbie. Dijana Vukomanović (en), ancienne membre du Parti socialiste de Serbie qui siège maintenant à la présidence du Parti populaire est également membre du groupe du Nouvelle Serbie-Mouvement pour le Salut de la Serbie.

## Positions politiques

Drapeau du Parti populaire.

Le parti populaire est de centre droit,, libéral-conservateur, conservateur bien qu'il maintienne également des opinions protectionnistes concernant l'économie. Depuis sa création, le parti s'est positionné comme un parti d'opposition au gouvernement, dirigé par le Parti progressiste serbe (SNS). Jeremić se déclarait comme un politicien pro-UE, s'opposant à l'adhésion de la Serbie à l'OTAN,. Cependant, après la division au sein du parti, il estime que l’accession de la Serbie à l’UE ne sera pas possible puisqu’elle serait nocive pour les intérêt vitaux du pays ; cette thèse est encore plus soutenue sous la présidence de Vladimir Gajić. Le parti préconise d'augmenter le seuil électoral pour l'obtention de sièges à l'Assemblée nationale de 3 % actuellement à 10 %.
Avec le Parti serbe des gardiens du serment, le Parti démocrate de Serbie et le Mouvement Dveri, il signe une déclaration commune pour la « réintégration du Kosovo dans l'ordre constitutionnel et juridique de la Serbie » en octobre 2022.

## Résultats électoraux

### Élections présidentielles
| Année | Candidat           | 1er tour | 1er tour | 1er tour | 2d tour | 2d tour | 2d tour |
| Année | Candidat           | Voix     | %        | Rang     | Voix    | %       | Rang    |
| ----- | ------------------ | -------- | -------- | -------- | ------- | ------- | ------- |
| 2022  | Zdravko Ponoš (en) | 698 538  | 18,84    | 2e       |         |         |         |

### Élections législatives
| Année | Tête de liste         | Voix                  | %                     | Sièges                | Gouvernement        |
| ----- | --------------------- | --------------------- | --------------------- | --------------------- | ------------------- |
| 2020  | Boycott des élections | Boycott des élections | Boycott des élections | Boycott des élections | Extra-parlementaire |
| 2022  | Vuk Jeremić           | 520 469               | 14,09                 | 12 / 250              | Opposition          |
| 2023  | Vuk Jeremić           | 33 388                | 0,88                  | 0 / 250               | Extra-parlementaire |

### Élections municipales à Belgrade
| Année | Voix    | %     | Sièges  | Gouvernement        |
| ----- | ------- | ----- | ------- | ------------------- |
| 2018  | 154 147 | 18,93 | 6 / 110 | Opposition          |
| 2022  | 195 335 | 21,78 | 6 / 110 | Opposition          |
| 2023  | 19 139  | 2,09  | 0 / 110 | Extra-parlementaire |